# Куркиёкское сельское поселение
Куркиёкское сельское поселение — муниципальное образование в Лахденпохском районе Республики Карелия Российской Федерации. Административный центр поселения — посёлок Куркиёки.

## География
Расположено в Северном Приладожье. Граничит с Хийтольским, Элисенваарским и Мийнальским сельскими поселениями. Через поселение проходит федеральная трасса А121 («Сортавала») и линия Октябрьской железной дороги Санкт-Петербург — Сортавала.

## Население
| 2009  | 2010  | 2012  | 2013  | 2014  | 2015  | 2016  |
| ----- | ----- | ----- | ----- | ----- | ----- | ----- |
| 1597  | ↘1585 | ↘1569 | ↗1579 | ↗1587 | ↘1583 | ↘1532 |
| 2017  | 2018  | 2019  | 2020  | 2021  | 2023  |       |
| ↘1503 | ↘1470 | ↘1442 | ↘1421 | ↘1172 | ↘1156 |       |

## Населённые пункты
В состав сельского поселения входит 11 населённых пунктов:
| №  | Населённый пункт                  | Тип населённого пункта | Население |
| -- | --------------------------------- | ---------------------- | --------- |
| 1  | Алхо (фин. Alho)                  | посёлок                | ↗61       |
| 2  | Вятиккя (фин. Vätikkä)            | посёлок                | ↘15       |
| 3  | Ихоярвенкюля (фин. Ihojärvenkylä) | посёлок                | ↗28       |
| 4  | Куркиёки                          | посёлок                | ↘933      |
| 5  | Ласанен (фин. Lasanen)            | посёлок                | ↘253      |
| 6  | Отсанлахти (фин. Otsanlahti)      | посёлок                | ↗55       |
| 7  | Пелтола (фин. Peltola)            | посёлок                | ↘12       |
| 8  | Соскуа (фин. Soskua)              | посёлок                | ↗28       |
| 9  | Терваярви (фин. Tervajärvi)       | посёлок                | →15       |
| 10 | Терву (фин. Tervu)                | посёлок                | ↘112      |
| 11 | Хухтерву (фин. Huhtervu)          | посёлок                | ↗67       |

## История
Древнейшими обителями земель вокруг Куркиёки, вероятно, являлись саамы, которые в течение 1 тысячелетия н. э. были вытеснены к северу племенем Корела. На рубеже 1 и 2 тысячелетий н. э. в Северное Приладожье начиют проникать скандинавы с запада и новгородские торговцы с юга. К XIII веку территория становится ареной противостояния шведов и новгородцев, итогом которого становится Ореховецкий договор 1323 года, по которому нынешние земли поселения закрепляются в составе Новгородского государства.
Из текста найденной при раскопках в Новгороде берестяной грамоты № 248 известно, что здесь существовал Кирьяжский погост русской Карелии, центром его скорее всего был нынешний посёлок Куркиёки. Более точные сведения о границах и составе деревень Богородицком Кирьяжском погосте появляются в Переписной окладной книге Водской пятины 1500 года — он примерно соответствовал нынешнему Лахденпохскому району. В связи с приграничным расположением он часто подвергался грабительским набегам со шведской стороны. В 1580 году ходе очередной русско-шведской войны погост и весь уезд занимают шведы, но в 1595 году эти земли возвращаются ненадолго в состав Руси, пока в 1611 году, в Смутное время, Приладожье не оказывается вновь в руках шведов, на этот раз почти что на 100 лет. За период шведского владычества край покидают карелы, а освободившиеся земли занимают финские поселенцы, погост получает статус графства, Куркиёки переименовывается в Кроноборг. Край возвращается в состав России только в 1711 году, однако, основным его населением остаются финны. В 1811 году территория поселения передаётся Великому княжеству Финляндскому, которое в 1917 году становится независимым государством. В независимой Финляндии с 1917 по 1940 год существовал сельский округ Куркиёки, имеющий несколько большие размеры, чем нынешнее Куркиёкское поселение. После Зимней войны в 1940 году СССР получает по мирному договору в том числе и земли Куркиёкского округа. Создаётся Куркиёкский район с центром в посёлке Куркиёки, который включается в состав Карело-Финской ССР. Уже через год начинается Великая Отечественная война, и летом 1941 года финские войска вновь занимают потерянные территории. В 1944 году после советского наступления Финляндия выходит из войны, и Куркиёкский район вновь становится частью КФССР. В 1945 году Куркиёки теряет статус районного центра, с 1970 года территория Куркиёкского поселения относится в Лахденпохскому району.

## Археология
В посёлке Отсанлахти при случайных обстоятельствах на частном участке была найдена верхняя часть меча с дисковидным навершием типа G по типологии Е. Оукшотта, либо типа A по типологии Л. Томантеры (Leena Tomanterä). Он имеет сходство с мечом
XIII века из раскопа на улице Большая Московская в Новгороде.